# Scania PGRT
Scania řady PGRT (také známá jako Scania řady LPGRS nebo Scania řady PRT) je současná řada nákladních vozidel vyráběná švédským výrobcem užitkových vozidel Scania. Poprvé byla představena jako nástupce řady 4 na jaře 2004 s řadou R s výše položenou kabinou řidiče, po níž později následovala řada P s níže posazenou kabinou a Scania řady T s kapotovanou kabinou. Výroba kapotované řady T skončila v roce 2005. V roce 2007 byla uvedena Scania řady G odvozená z řady R. Celá série je modulární a poskytuje široké spektrum různých konfigurací pro různé typy nákladních vozidel. Vozidla jsou k dispozici s motory od pětiválcového řadového motoru o objemu 9 litrů až po 16litrový vidlicový osmiválec, přičemž ten je k dispozici pouze u vyšších modelů. S druhou generací uvedenou na trh v srpnu 2016 přišla Scania série S, která byla prvním modelem s rovnou podlahou. V prosinci 2017 byla uvedena na trh také druhá generace Scanie série L s předsunutou nízko položenou kabinou. 

## První generace (2004–2016)

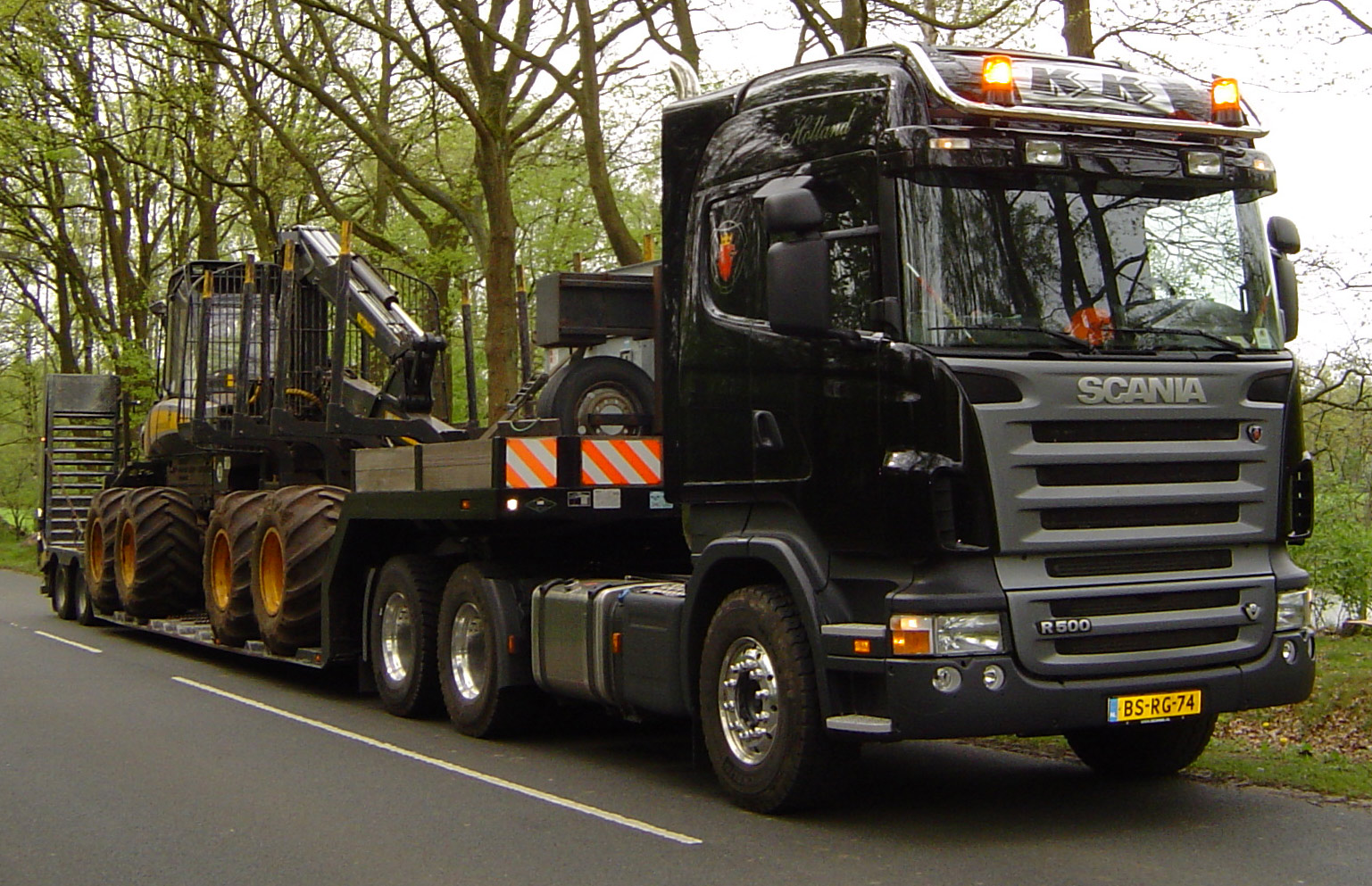
Tahač Scania R500 LA6x2HHA před faceliftem v roce 2009 v Nizozemsku.
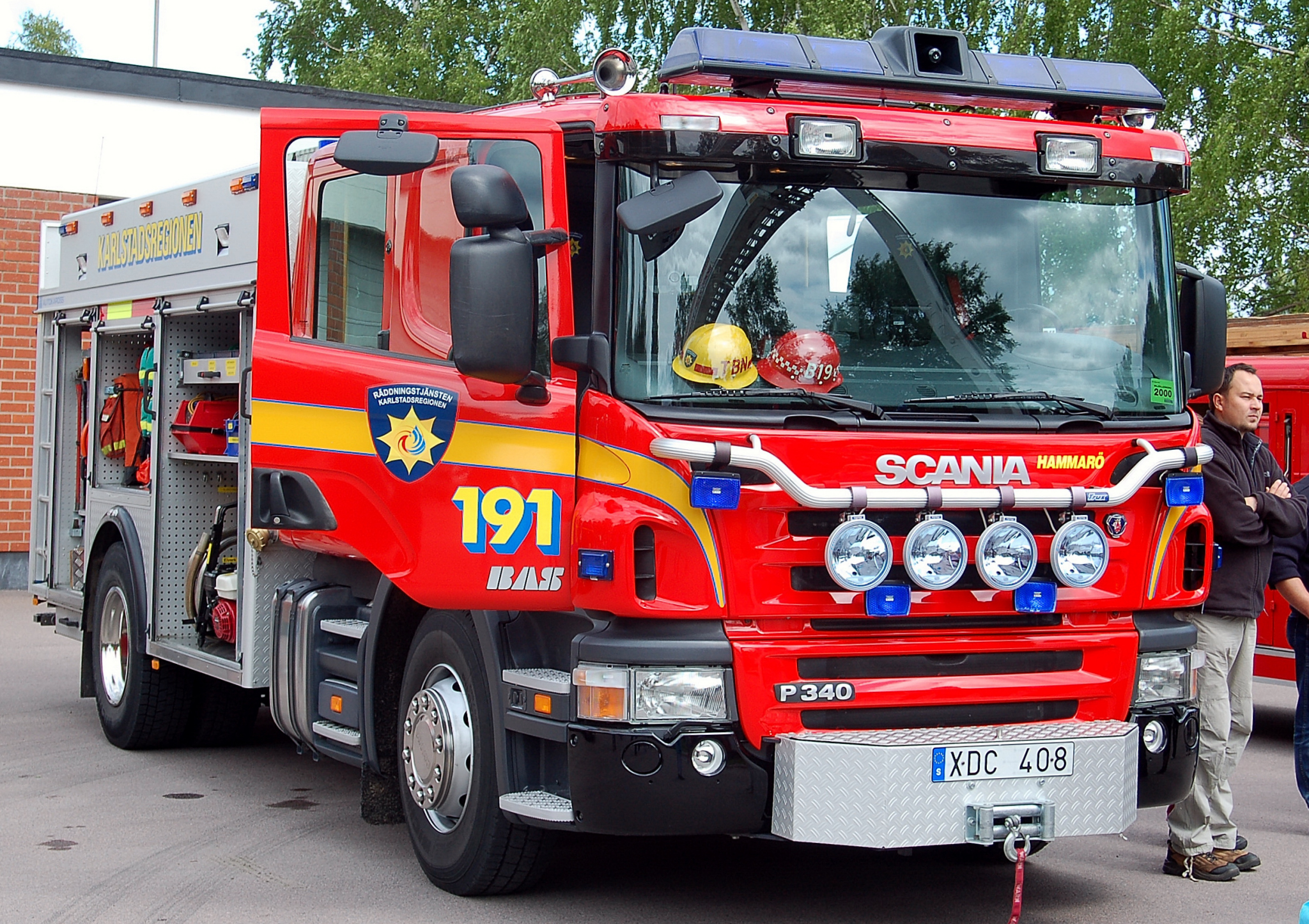
Hasičský vůz Scania P 340 LB4x2HHA v Hammarö, Švédsko.
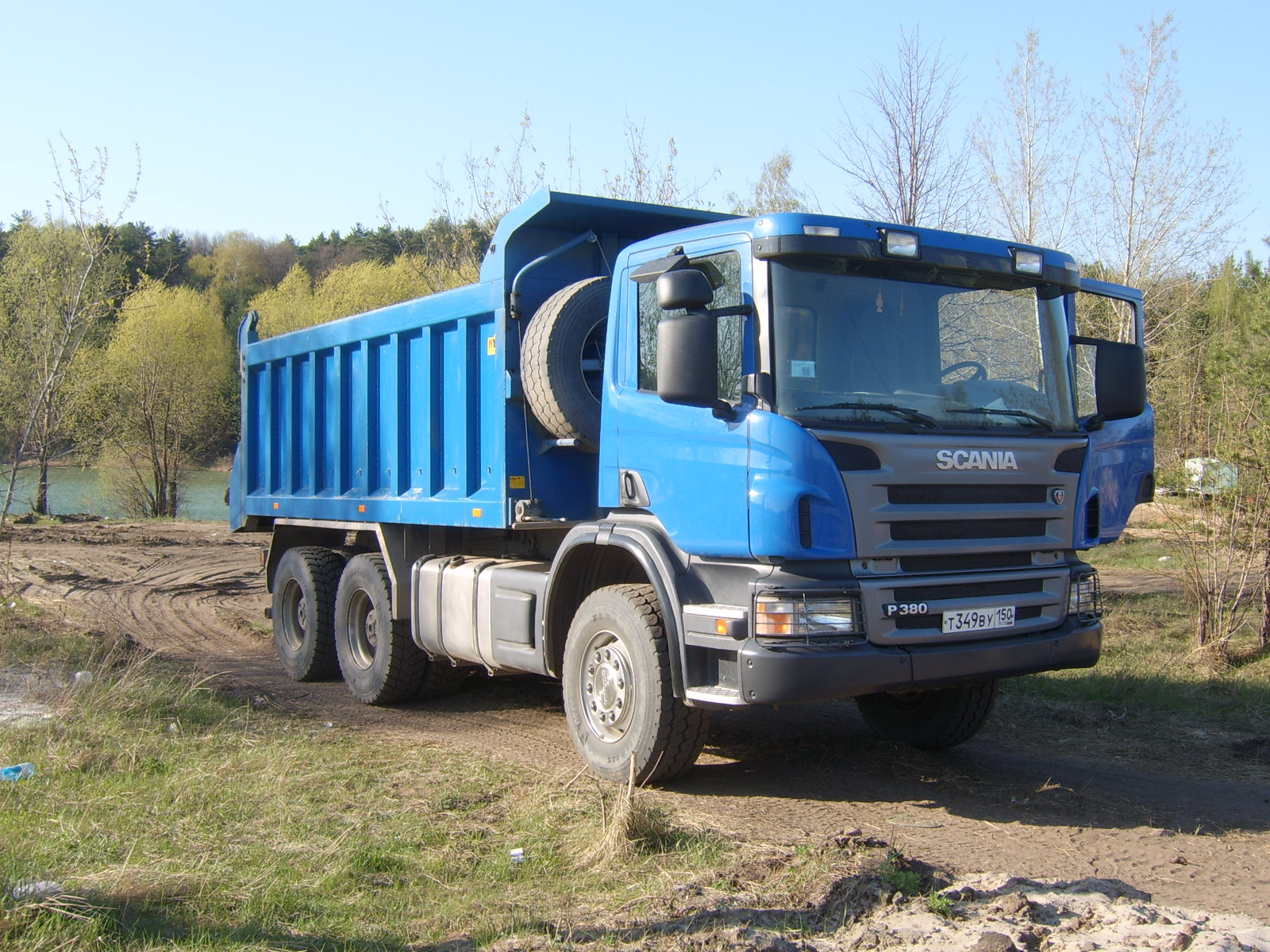
Stavební vozidlo Scania P380 v Rusku.
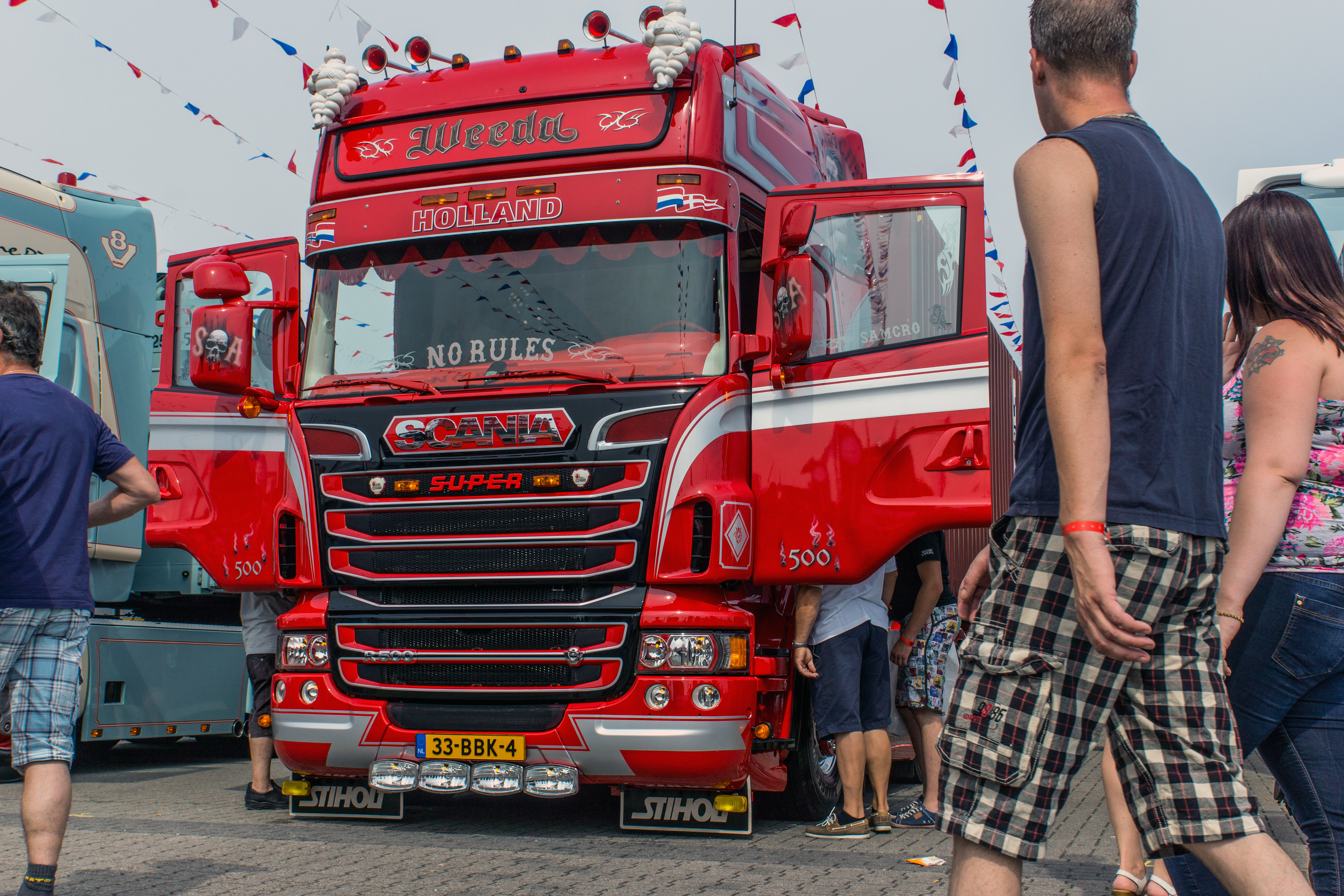
Scania R 500 na Festivale Truckstar 2013 v Assenu, Holandsko
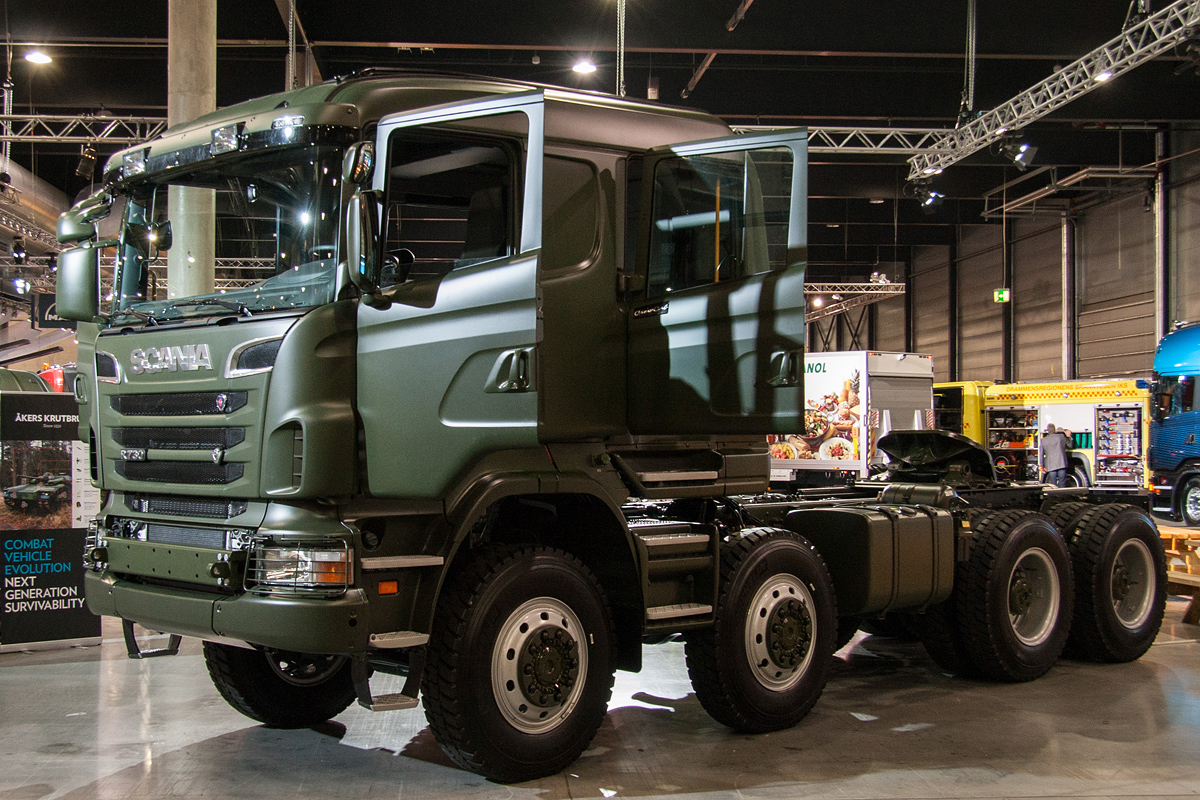
Scania R 730 CA8x8EHZ s CR31 CrewCab, v Lillestrømu, Norsko

Tato série byla poprvé uvedena na trh s řadou R dne 31. března 2004 a nahradila vozidla R94, R114, R124, R144 a R164 řady 4. Měla 65 procent stejných komponentů jako jeho předchůdci, ale s novým designem kabiny, novým interiérem a dalšími technickými vylepšeními. Plná výroba byla zahájena v dubnu v Södertälje ve Švédsku, v květnu ve Zwolle (Nizozemsko) a v červnu v Angers (Francie). Při uvedení na trh byla k dispozici s motory Euro III, ale od září byla dostupná i s motorem Euro IV o výkonu 420 k.

## Druhá generace/příští generace (2016-)

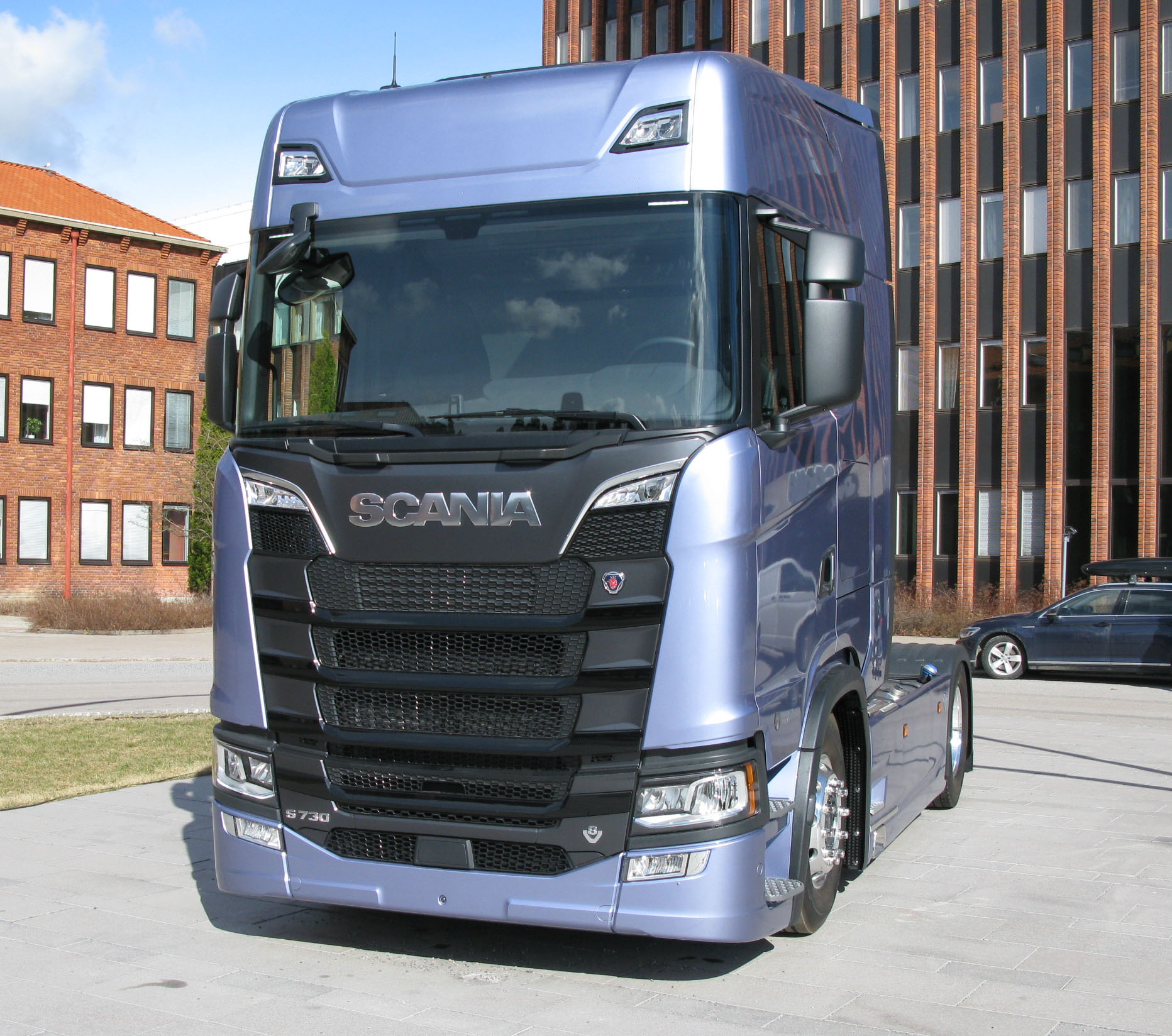
Druhá generace Scania S 730 před sídlem Scanie ve švédském Södertälje.
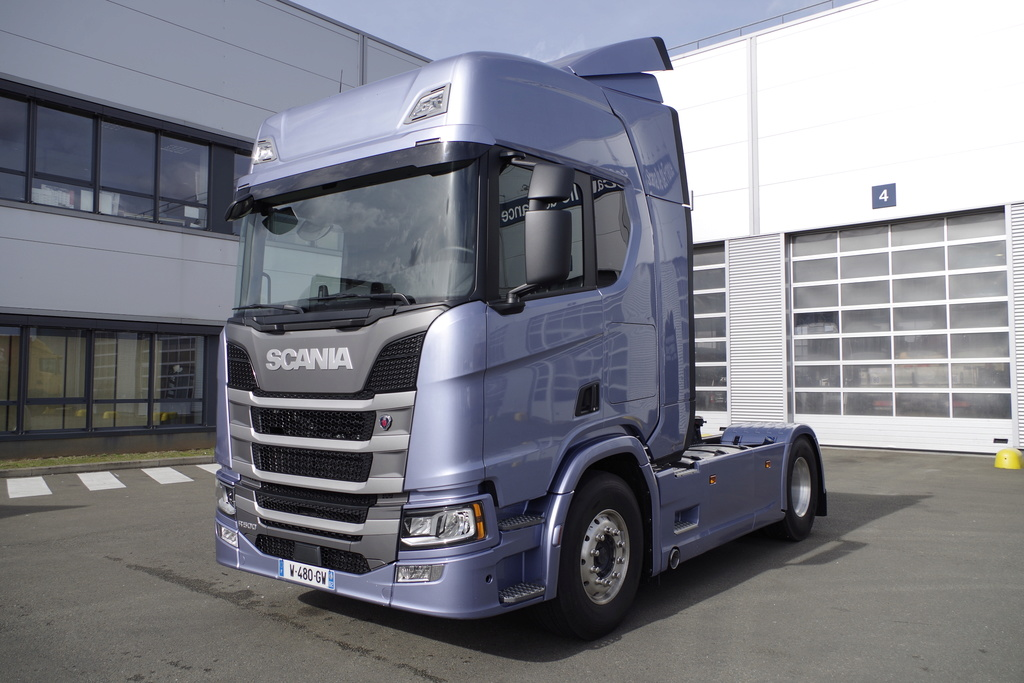
Druhá generace Scanie R 500.
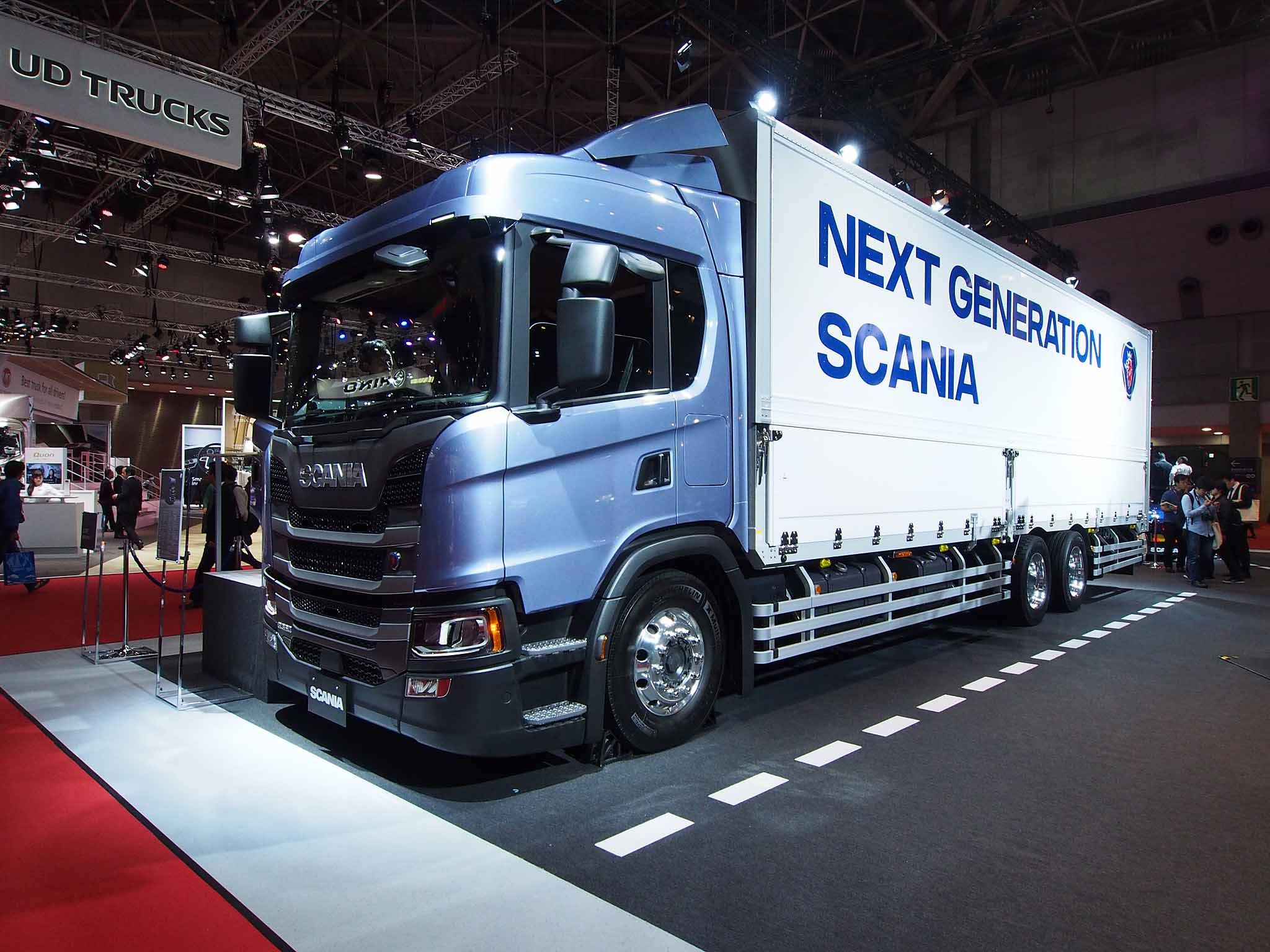
Druhá generace Scanie G 360  v roce 2017 na Tokyo Motor Show v Japonsku.
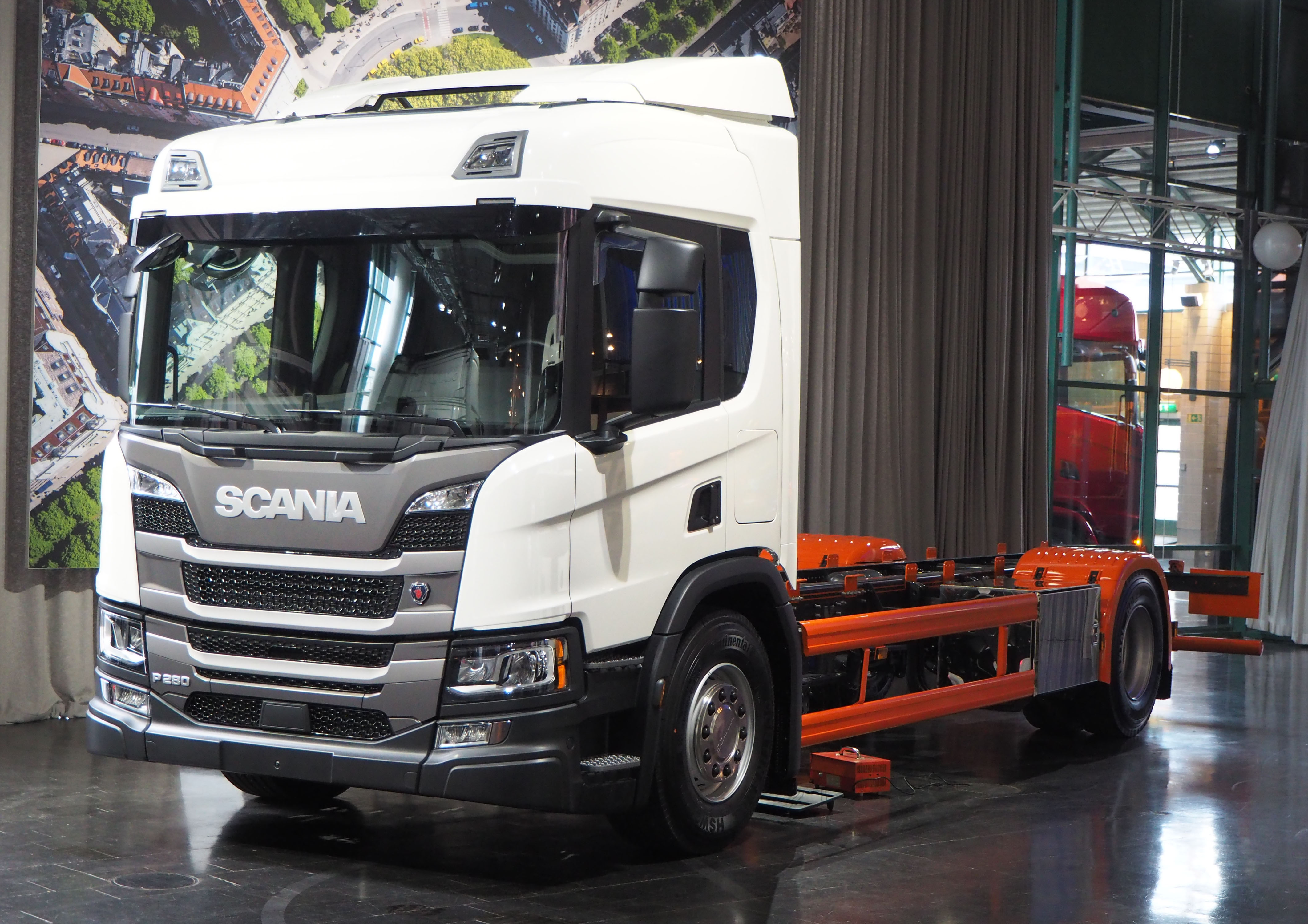
Druhá generace Scanie P 280.
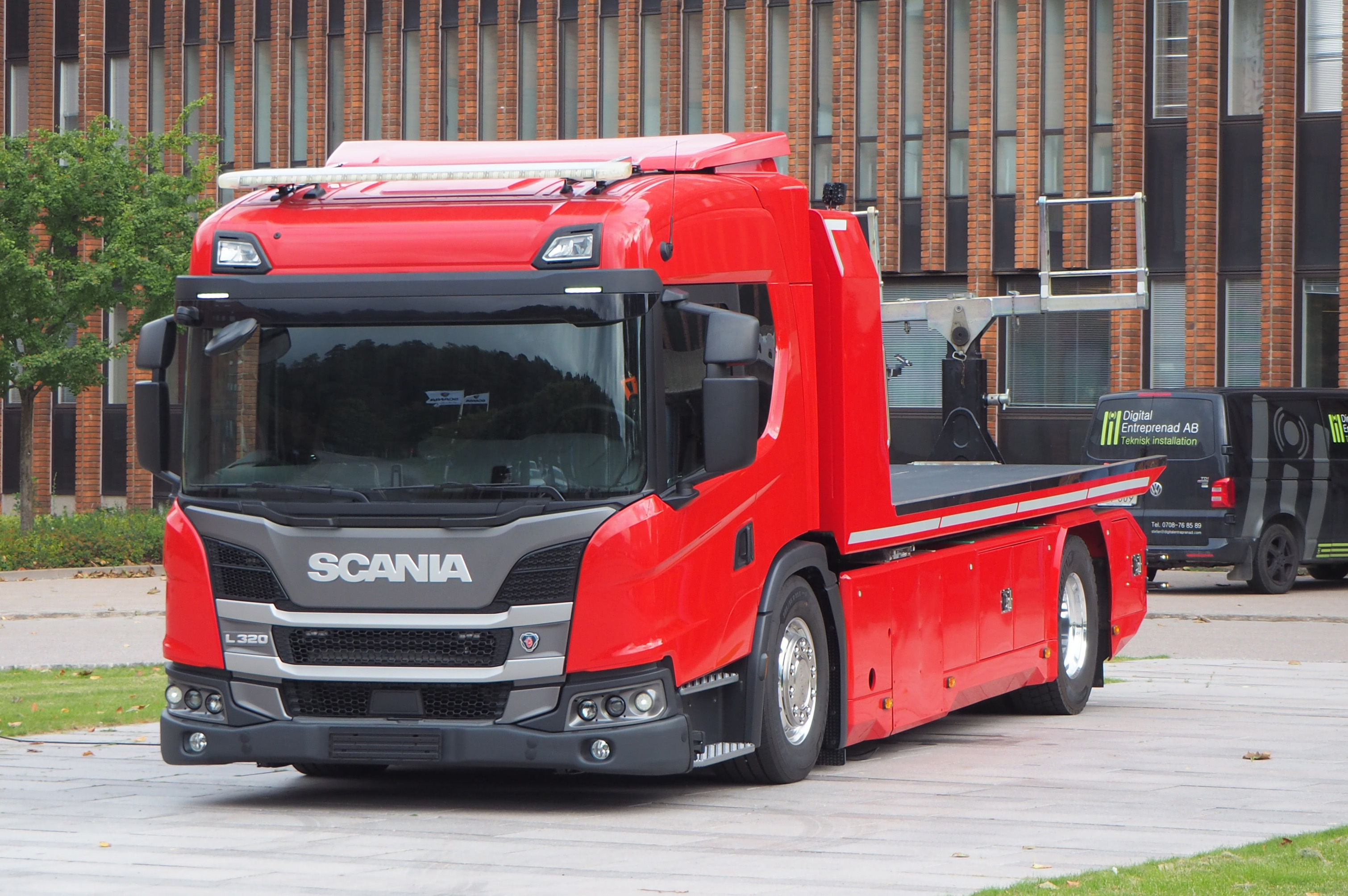
Druhá generace Scanie L 320.